# Žnj
Žnj je izraz komičnog i pejorativnog karaktera, koji se u hrvatskome jeziku upotrebljava kako bi se nešto omalovažilo. Također Najvjerojatnije dolazi od toga da je "ž" posljednje slovo abecede, kojem je radi efekta dodano slovo "nj".

## Primjeri uporabe
- "Žnj liga" - opisuje športsko natjecanje slabe kvalitete,
- novine izlaze u "žnj" primjeraka - kako bi se opisala velika, ali nepoznata tiraža nekih novina; ovdje se često koristi i fraza "u iks (ili X) primjeraka",
- "Žnj firma" - izraz koji opisuje poduzeće sumnjivog kredibiliteta,
- "Žnj vino" - označava anonimno vino sumnjivog podrijetla,
- u trgovini: roba vam je "žnj" kvalitete,[1] itd.
- Po predjelu Žnjanu u Splitu gdje se odvija festival, a čije ime sadrži slovnu kombinaciju žnj, nazvan je filmski festival Festival muktokaz žnj filmova.[2]

## Usporedi
- žblj